# Pholcus berlandi
Pholcus berlandi är en spindelart som beskrevs av Jacques Millot 1941. Pholcus berlandi ingår i släktet Pholcus och familjen dallerspindlar.
Artens utbredningsområde är Senegal. Inga underarter finns listade i Catalogue of Life.